# يوسف البلادي

## نبذة عنه
(ومنهم) العالم العامل الفاضل التقي الشيخ يوسف ابن الحاج علي بن فرج المنوي البحراني (أصله من مني بفتح الميم وكسر النون وسكون الياء أخيرا قرية من قرى البحرين) ثم البلادي مسكنا قال المحدث الصالح في إجازته: وأخي الشيخ يوسف ابن الحاج علي بن فرج المنوي أصلا البلادي مسكنا وهذا الشيخ فاضل فقيه له مصنفات منها شرح رسالة شيخا في الصلاة وشرح الإرشاد للعلامة الحلي (ره) وهو أيضا حسن الأخلاق والسجايا والإنصاف والتواضع انتهى كلامه زيد إكرامه. (أقول): وقد وقفت لهذا الشيخ على رسالة حسنة تتضمن القول ببقاء العصمة بين الزوج والزوجة لو مات أحدهما ثم أحيي لمعجزة من نبي أو إمام أو ولي كما صدر ذلك كثيرا من أئمتنا الطاهرين آل طه وياسين صلوات الله عليه وآله أجمعين بإذن الله رب العالمين مذكورة في كتب الفضائل والمعجزات والبراهين وهي عندنا وفيها كثير من ذلك مذيل بالإيضاح والتبيين فرغ من تحريرها يوم الثامن عشر من شهر صفر سنة 1100 هج‍. في مدينة القطيف ولعله بعد الواقعة الكبرى التي تفرقت منها العباد في أطراف البلاد ولا سيما بلاد القطيف لقربها من البحرين ولم أعلم بتاريخ وفاته ولا محل قبره ضاعف الله حسناته.